# هورنی پوتشاپلی
هورنی پوتشاپلی (به چکی: Horní Počaply) یک منطقهٔ مسکونی در جمهوری چک است که در ناحیه میلنیک واقع شده‌است.